# 等容过程

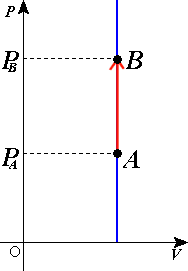
等容过程

等容过程（也叫等体过程）是体积不变的热力学过程。如果使用理想气体，且气体的质量不变，则能量的增加与温度和体积的增加成正比。例如加热密封、坚固容器中的气体：压强和温度会增加，但体积不变。

## 方程
如果体积是常数（{\displaystyle \Delta V=0}），则意味着系统不做压强-体积功，这种功定义为
{\displaystyle \Delta W=P\Delta V},
其中P是压强。
应用热力学第一定律，我们可以推出{\displaystyle \Delta U}，系统内能的变化，是
{\displaystyle \Delta U=Q}
所有传递给系统的热量，都用来增加系统的内能U。如果理想气体的质量不变，则能量的增加与温度的增加成正比：
{\displaystyle Q=nC_{V}\Delta T}
其中CV是等容摩尔热容。
在P-V图中，等容过程的图象是一条竖直的线。等压过程的图象则是一条水平的线。